# Акбалык (Жетысуская область)
Акбалык (каз. Ақбалық) — станция в Саркандском районе Жетысуской области Казахстана. Входит в состав Лепсинского сельского округа. Код КАТО — 196055200.

## Население
В 1999 году население станции составляло 83 человека (45 мужчин и 38 женщин). По данным переписи 2009 года, в населённом пункте проживало 90 человек (46 мужчин и 44 женщины).